# ویکتور یوشچنکو
ویکتور آندریوویچ یوشچنکو (به اوکراینی: Віктор Андрійович Ющенко)، (زادهٔ ۲۳ فوریه ۱۹۵۴)، رئیس‌جمهور پیشین کشور اوکراین با گرایش‌های غرب گرایانه بود که در تاریخ ۲۵ ژانویه ۲۰۰۵ با ادای سوگند در مجلس نمایندگان اوکراین رسماً کار خود را به عنوان رئیس‌جمهور اکراین آغاز کرد. او هم‌چنین از سال ۱۹۹۹ تا سال ۲۰۰۱ مقام نخست‌وزیری اوکراین را برعهده داشت.

## انتخابات سال ۲۰۰۴
یوشچنکو در اکتبر سال ۲۰۰۴ برای به دست آوردن مقام ریاست جمهوری، با نخست‌وزیر وقت ویکتور یانوکویچ به رقابت پرداخت. انتخابات روز۳۱ اکتبر ۲۰۰۴ با پیروزی خفیف نخست‌وزیر یانوکویچ که مورد حمایت مقامات کشور روسیه بود به پایان رسید؛ ولی با اعتراض گسترده یوشچنکو و هوادارانش مبنی بر تخلف و تقلب انتخاباتی حزب حاکم و حضور یک هفته‌ای میلیون‌ها اکراینی به ویژه شهروندان کی‌یف در خیابان‌های شهر که به انقلاب نارنجی نامگذاری شد، باعث شد تا نتیجه انتخابات با نظر دیوان عالی اکراین باطل اعلام گردد و دو نامزد در تاریخ ۲۶ دسامبر مرحله سوم انتخابات را با حضور ناظران بین‌المللی از سراسر جهان از جمله با حضور سناتور ریچارد لوگار رئیس کمیته روابط خارجی مجلس سنای آمریکا برگزار کردند. در این مرحله کاندیدای مستقل ویکتور یوشچنکو با کسب ۵۲ درصد آرا به عنوان سومین رئیس‌جمهور اکراین انتخاب شد.

## پیشینۀ سیاسی

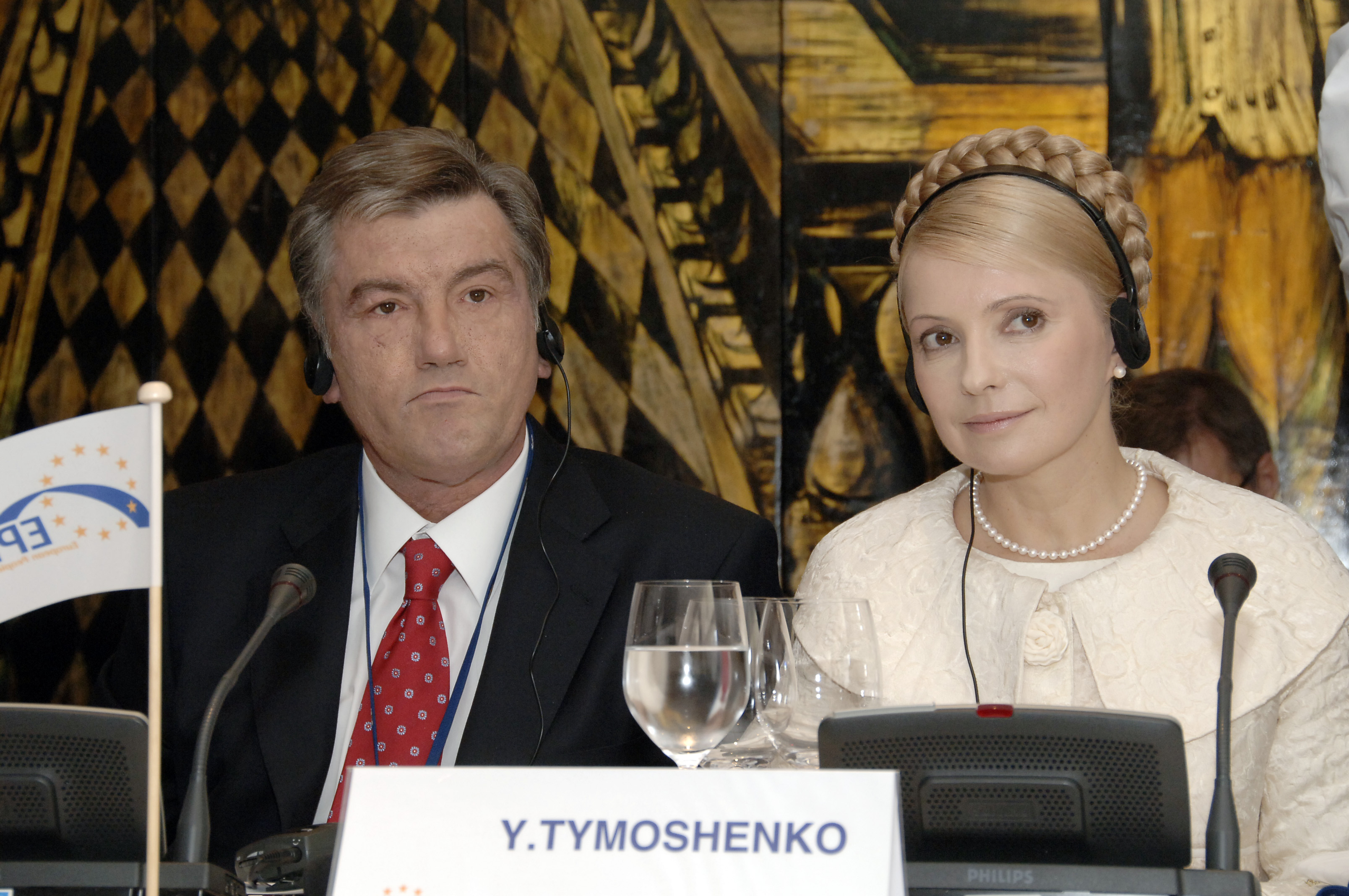
نشست سران EPP لیسبون 18 اکتبر 2007

طی دوره دوم ریاست جمهوری «کوچما» در ۱۹۹۹ م.، «یوشچنکو» تحت فشار آمریکا و صندوق بین المللی پول به نخست وزیری منصوب شد. نامزدی وی را ده گروه پارلمانی به «کوچما» پیشنهاد دادند. در خلال جلسه رأی اعتماد به یوشچنکو، چند نماینده پارلمان تأکید کردند که «صندوق بین المللی پول» آماده است؛ چنانچه «یوشچنکو» نخست وزیر شود، وامی سیصد میلیون دلاری در اختیار دولت قرار دهد. قاعدتاً، با توجه به فروپاشی زیرساخت های اقتصادی اوکراین بعد از فروپاشی شوروی و همچنین بواسطه کاهش تولیدات؛ «کوچما» به وام محتاج بود و مجبور شد که یوشچنکو را به پارلمان معرفی کند.
1. ↑  «نقش فزاینده فساد تیموشنکو و یوشچنکو بر سقوط انقلاب نارنجی- اخبار رسانه ها تسنیم | Tasnim». خبرگزاری تسنیم | Tasnim. دریافت‌شده در ۲۰۲۲-۰۹-۲۰.